# Andrzej Pałasz
Andrzej Ferdynand Pałasz (Zabrze, 22 juli 1960) is een voormalig profvoetballer uit Polen, die zijn actieve carrière in 1993 beëindigde in Duitsland.

## Clubcarrière
Pałasz speelde tien seizoenen als aanvallende middenvelder voor Górnik Zabrze, voordat hij in 1987 naar Duitsland vertrok om zich aan te sluiten bij Hannover 96.

## Interlandcarrière
Pałasz kwam in totaal 34 keer (zeven doelpunten) uit voor de nationale ploeg van Polen in de periode 1980-1985. Hij maakte zijn debuut op 17 februari 1980 in een vriendschappelijke wedstrijd tegen Marokko, net als Andrzej Buncol, Zbigniew Mikołajów en Marek Motyka. Hij viel in dat duel in de rust in voor Janusz Sybis. Twee jaar later eindigde hij met Polen op de derde plaats bij de WK-eindronde in Spanje. Zijn 34ste en laatste interland speelde Pałasz op 8 december 1985 in en tegen Tunesië (1-0).
| Interlanddoelpunten | Interlanddoelpunten | Interlanddoelpunten | Interlanddoelpunten | Interlanddoelpunten | Interlanddoelpunten | Interlanddoelpunten | Interlanddoelpunten |
| #                   | Datum               | Locatie             | Wedstrijd           | Goal(s)             | Score               | Uitslag             | Wedstrijd           |
| ------------------- | ------------------- | ------------------- | ------------------- | ------------------- | ------------------- | ------------------- | ------------------- |
| 1                   | 27/02/1980          | Bagdad              | Irak – Polen        | 40'                 | 0 – 1               | 1 – 1               | Oefenduel           |
| 2                   | 18/11/1981          | Łódź                | Polen – Spanje      | 56'                 | 1 – 1               | 2 – 3               | Oefenduel           |
| 3                   | 12/09/1984          | Helsinki            | Finland – Polen     | 62'                 | 0 – 2               | 0 – 2               | Oefenduel           |
| 4                   | 31/10/1984          | Mielec              | Polen – Albanië     | 80'                 | 2 – 2               | 2 – 2               | WK-kwalificatie     |
| 5                   | 10/02/1985          | Bogota              | Colombia – Polen    | 5'                  | 0 – 1               | 1 – 2               | Oefenduel           |
| 6                   | 10/02/1985          | Bogota              | Colombia – Polen    | 74'                 | 1 – 2               | 1 – 2               | Oefenduel           |
| 7                   | 17/04/1985          | Opole               | Polen – Spanje      | 81'                 | 2 – 1               | 2 – 1               | Oefenduel           |

## Erelijst
Górnik Zabrze
- Pools landskampioen

1985, 1986, 1987